# بازار زنجان

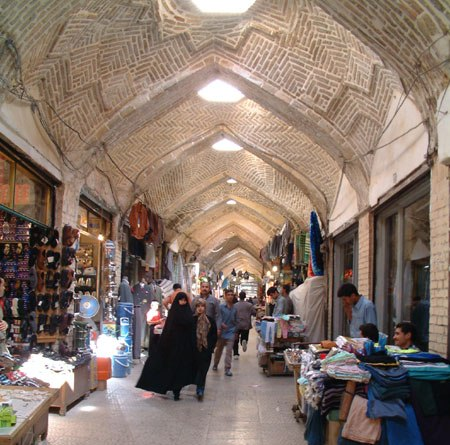
بازار زنجان

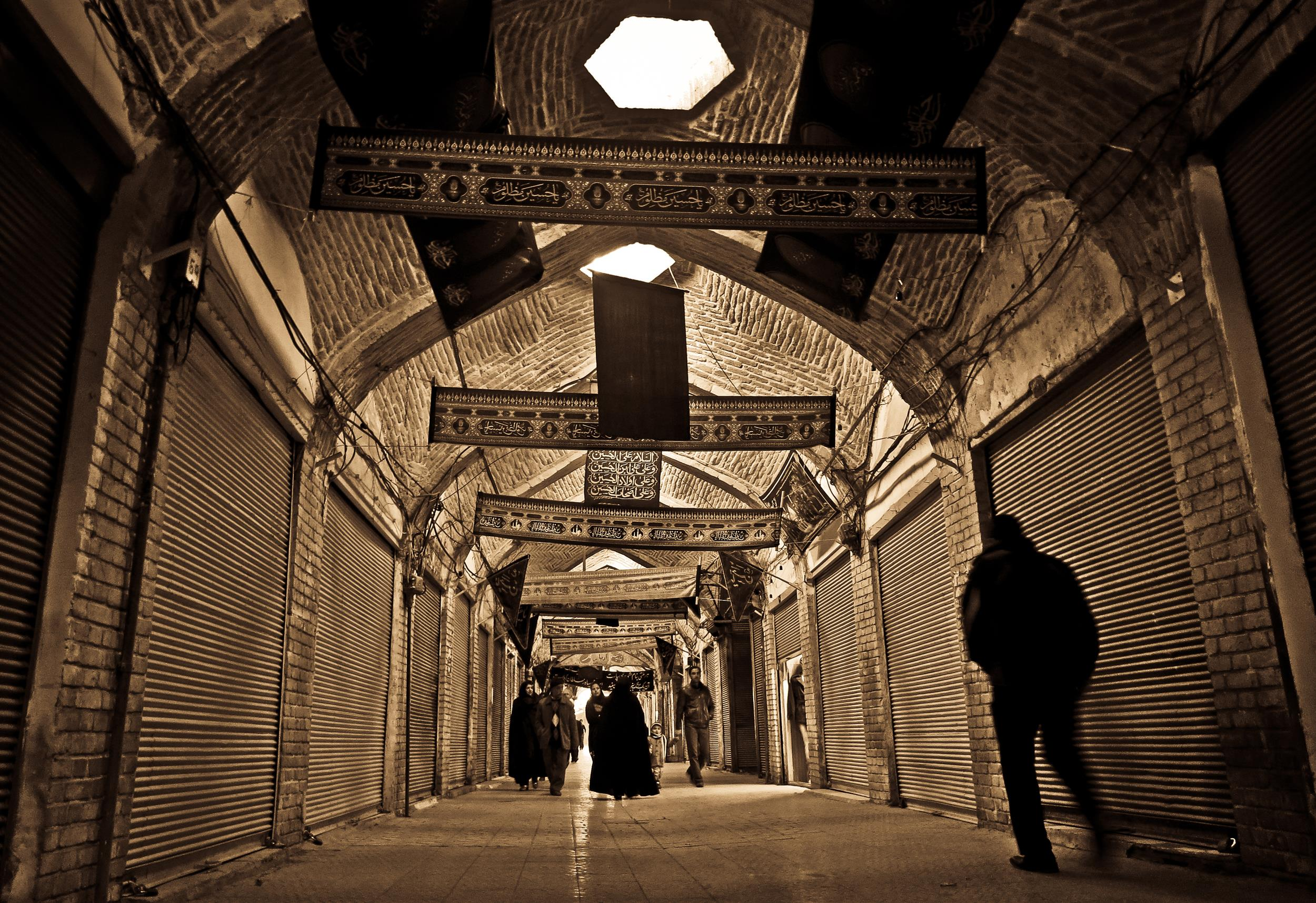
بازار زنجان

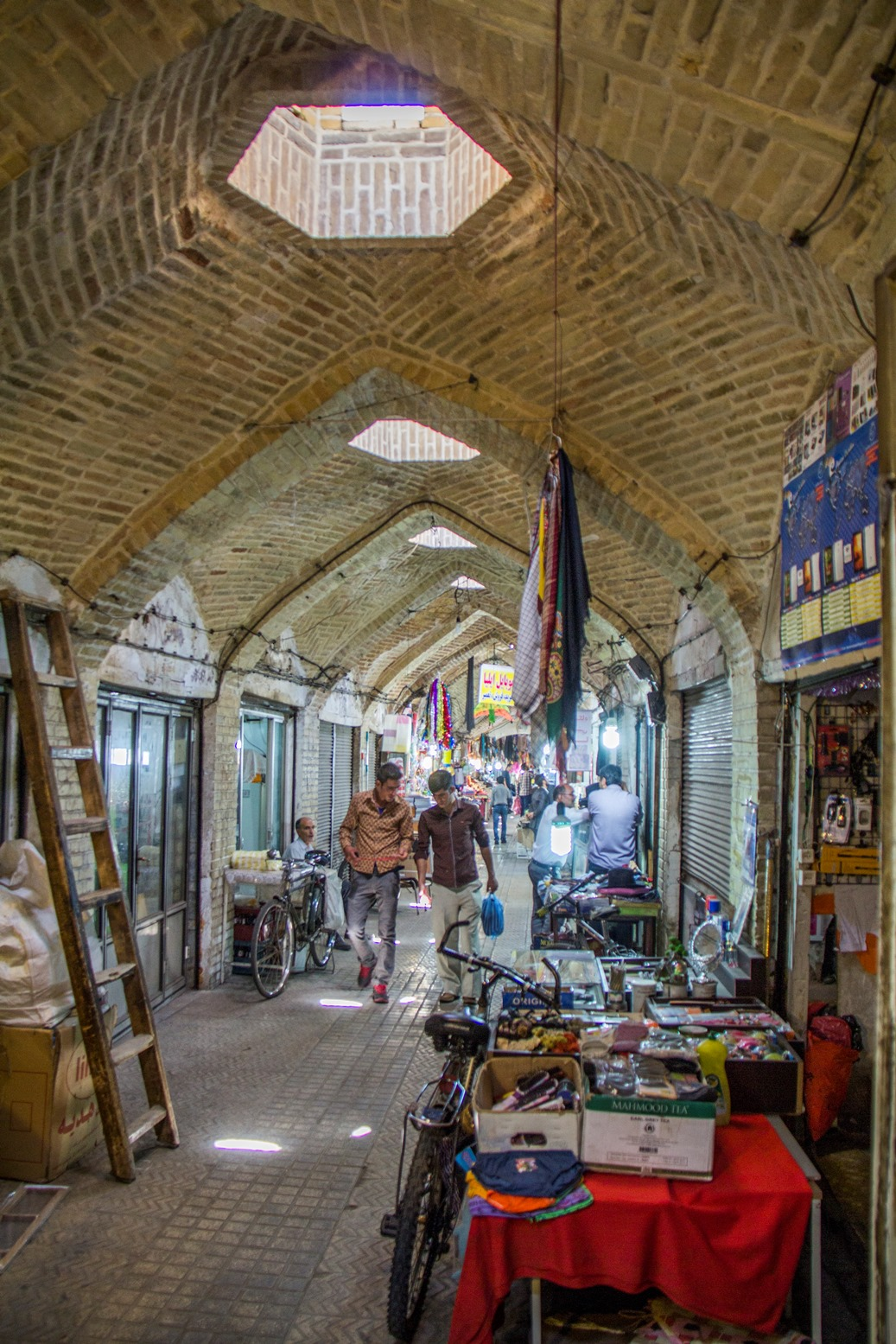
بازار زنجان

بازار زنجان طولانی ترین بازار سرپوشیده ایران است. این بازار در دوران آقا محمد خان قاجار آغاز و در سال ۱۲۱۳ در زمان فتحعلی شاه قاجار خاتمه یافته و مساجد و سراها و گرمابه‌ها در سال ۱۳۲۴ هجری قمری به آن اضافه شده‌است. مجموعه بازار قدیمی به صورت یک خط مستقیم به عنوان بازار بالا و پایین به دو قسمت شرقی و غربی تقسیم شده‌است. گستردگی جغرافیایی بازار زنجان و تنوع راسته‌ها، تعدد سراها و کاروانسراهای درون‌شهری در راسته‌های فرعی که هرکدام به نامی و به فعالیتی خاص اختصاص یافته و وجود مساجد فراوان گویای پویایی این مجموعه در طول زمان‌های گذشته و شرایط حاکم بوده‌است. این بازار از سوی غرب و شرق گسترده شده و بدین لحاظ بازار پائین و بازار بالا تقسیم و نامگذاری شده‌است.

## تاریخچه
ساخت بازار زنجان در سال ۱۲۰۵ هجری قمری در دوران حکومت آغامحمد خان قاجار آغاز و به سال ۱۲۱۳ هجری قمری مقارن حکومت فتحعلی شاه قاجار پایان گرفته‌است. در دوره‌های بعد به بنای بازار زنجان از جمله ساخت چندین سرا، مسجد، گرمابه اضافه شده‌است.

## راسته‌ها
بازار زنجان از نظر تولید و نوع فعالیت به هشت راسته تقسیم می‌شود از جمله راسته زرگرها، کفاشها، بزازها، سراجها و چند راسته دیگر. از کاروانسراهای این مجموعه که در قدیم نقش مؤثری در عرضه کالاها ایفا می‌نموده‌است، سرا یا کاروانسرای حاج علی قلی و سرای حاج کربلایی علی را می‌توان نام برد.

## فنون معماری و سبک‌ها
تکنیک‌های معماری و سبکها وشیوه‌های تزئینی دوران قاجار در راسته‌ها، حجره‌ها، چهار سوقها، مساجد، سراها و کاروانسراهای درون‌شهری، گرمابه‌ها به شکل زیبا اجرا شده‌است. این فنون عبارتند از: کاربرد انواع طاق و قوسهای هلالی، جناغی و ضربی، و گهواره‌ای خاصه در راسته‌های اصلی و فرعی، مزین به آجر چینیهایی با طرحهای مختلف هندسی خفته، راسته، و حصیری، و به‌کارگیری آجر و کاشی به سبک قدیمی، و کاشیکاری به رنگها و طرحهای قاجاری درسطوح خارجی و داخلی بناها، طاق نماها، طاق و قوسها و همچنین ستون نماهای گلدانی. اوج این سبک‌های معماری و شیوه‌ها و نو آوری های تزئینی در اجزاء و ارکان مساجد تاریخی زنجان مخصوصاً مسجد جامع زنجان به ظهور رسیده‌است.
مجموعه بازار زنجان در فهرست آثار ملی کشور ایران به ثبت رسیده‌است.

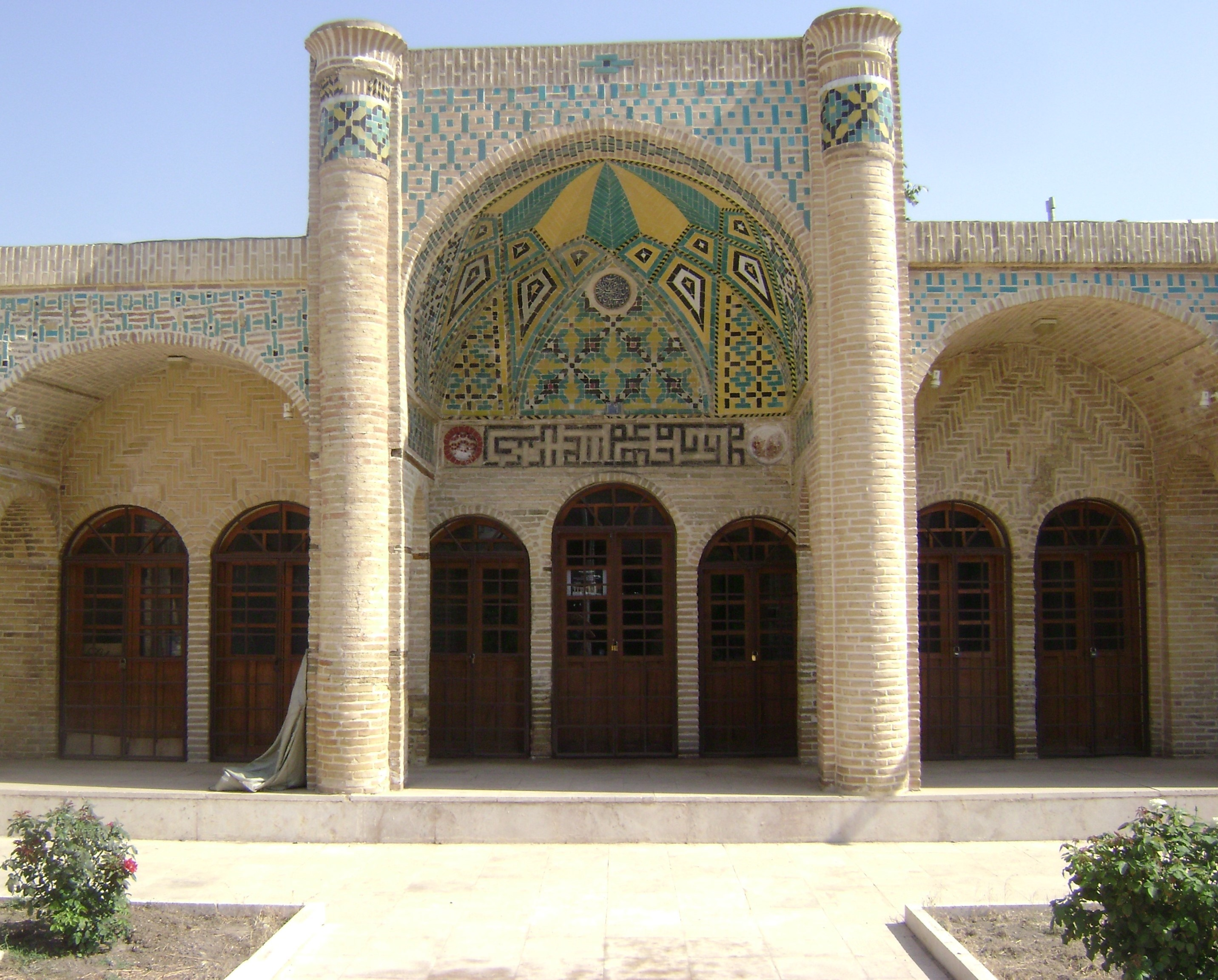
سرایی تاریخی در بافت قدیمی بازار زنجان